# Abbaye Notre-Dame de Paimpont
L’abbaye Notre-Dame de Paimpont est une abbaye et un ancien monastère de styles gothique et baroque construite au XIIIe siècle, située à Paimpont en Ille-et-Vilaine. L’édifice à l’origine était un monastère bénédictin datant du VIIe siècle, dont il ne reste plus rien de nos jours.

## Historique

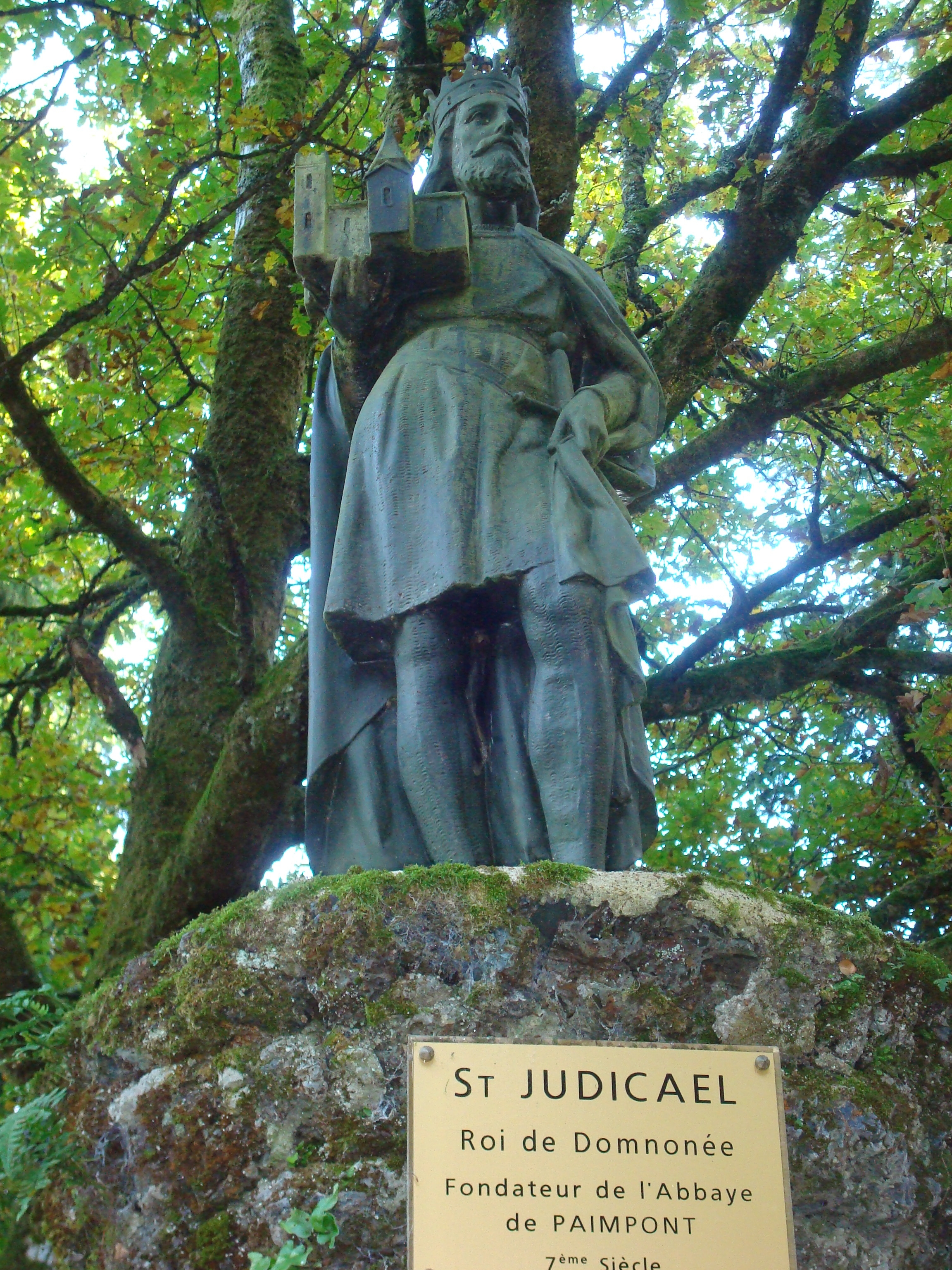
Saint Judicaël, fondateur de l'abbaye de Paimpont, statue à la grotte de Paimpont.

L’édifice d’origine est un monastère ou prieuré dédié à Notre-Dame. Il passe pour avaoir été construit vers 630 par le roi de Domnonée, saint Judicaël, et son ami Mévenn, connu sous le nom de saint Méen le Grand. L’emplacement était localisé au bord de l’étang de Penpont (qui se traduit par tête de pont), actuel étang de Paimpont; le bâtiment est alors la première construction sur le site de Paimpont. Le prieuré est à l’époque dépendant de l’abbaye Saint-Jean-de-Gaël. L’édifice est détruit au IXe siècle lors des invasions normandes et un second prieuré est construit après les dévastations, lequel fut à son tour démantelé au XIIIe siècle pour faire place à une abbaye, plus imposante.
Le prieur Tual transforme le prieuré en abbaye augustinienne en 1192 et en l’année 1199, commence la construction de l’abbatiale sous sa forme actuelle. L’architecture de style gothique, donne de l’ampleur et de la hauteur à l’édifice, notamment parce que les voûtes en bois de l’abbatiale ont pour caractéristiques d’être toutes à la même hauteur. On note aussi la construction d’un cloître entouré de bâtiments conventuels, et de la rosace.  D’importantes transformations ont été entreprises depuis le XIIIe siècle et seule la nef conserve les voûtes d’origine.
Au XVe siècle, l’abbaye se transforme sous l’impulsion de l’abbé Olivier Guiho, élu en 1407. À l’initiative de l’abbé, des voûtes en ogives constituées de pierres sont construites sous les premières en bois, et sont soutenues à l’extérieur par des contreforts pour le chœur et le transept, ce dernier solidifiant l’édifice. Les travaux ainsi réalisés ont donné la possibilité d’édifier un clocher à la croisée du transept.
L’abbaye de Paimpont connaît ses plus importantes modifications structurelles au XVIIe siècle au moment de la Contre-Réforme, issue du concile de Trente (1545-1563). Les premiers travaux commencent après que la Réforme catholique eut été signée le 18 mars 1649 à Paimpont. L’abbaye Saint-Victor de Paris, centre de l’ordre des Augustins, décide l’envoi de dix religieux, en provenance de diverses abbayes augustines. Délabrés, les bâtiments conventuels disposés autour du cloître disparaissent pour laisser place à des bâtiments neufs destinés à loger les chanoines. Sous l’autorité du père Asselin, les moines de Saint-Augustin entreprennent la construction, à la fin de l’année 1649, de deux bâtiments pour les membres de la communauté religieuse, à savoir « Le Grand Logis » et le « Manoir Abbatial ». Le Grand Logis est organisé de telle manière:
- au rez-de-chaussée : la procure, la salle capitulaire, un salon, le réfectoire et la cuisine ;
- à l'étage : l'appartement du prieur, les cellules des religieux, et un appartement de réception.

L’intérieur de l’église abbatiale est aussi restauré et s’embellit de divers éléments architecturaux et ornementaux de styles classique et baroque, à l’instar de la statue du Christ en ivoire.
Au début de l'Occupation, l'abbaye a été le lieu de résidence de Jeanne Maillot, la mère du général de Gaulle. Son décès est signalé en juillet 1940 dans une maison de la rue principale du village. Une plaque y est apposée.
La dernière restauration d’ampleur de l'abbaye de Paimpont a été effectuée entre 2001 et 2004 par les monuments historiques. À ce titre, c’est tout l’édifice qui est concerné par la restauration : les voûtes du chœur et du transept sont consolidées, les boiseries du XVe siècle ont été démontées et envoyées à Rennes pour leur redonner leurs aspects d’antan. Le grattage des voûtes a fait apparaître des fresques datant du XVe siècle. Les trois retables de l’abbaye furent restaurés, à l’image des tableaux et sculptures présents dans les chapelles et le chœur. Le baldaquin est réédifié au moment des travaux, chose qui n’avait pas été réalisée depuis trente ans pour des raisons de sécurité.  
L’abbaye Notre-Dame de Paimpont tient cette particularité d’abriter à la fois le centre religieux de la paroisse et le centre du pouvoir communal, puisque la mairie est installée dans le Grand Logis, à l’instar du presbytère.
L'abbatiale, devenue église Notre-Dame, est classée au titre des Monuments historiques par arrêté du 17 octobre 1966,. Les intérieurs du bâtiment conventuel de l'ancienne abbaye  font l'objet d'une inscription par arrêté du 5 juillet 2024.

## Vie religieuse
Jusqu’au XIIIe siècle, les moines présents dans le monastère de Paimpont appartiennent à l'ordre des bénédictins, lequel repose sur la Règle de saint Benoît. Ce monastère est alors inclus dans le diocèse de Saint-Malo. L'épiscopat malouin jugeant le monachisme bénédictin trop éloigné de l'idéal de pauvreté monastique, souhaite réduire sa place dans le patronage paroissial, et transfère ce bien ecclésiastique aux chanoines réguliers de saint Augustin qui prennent possession des lieux, jusqu’à la Révolution française. L'abbaye est alors vendue comme bien national en 1790, et les chanoines l'abandonnent au profit de la paroisse de Paimpont.

## Les bâtiments
L’abbatiale est l’édifice central de l’abbaye, auquel se rattache d’autres bâtiments :
- la chapelle du Saint-Sacrement, un lieu de prière et de recueillement ;
- la chapelle du baptistère, consacrée au baptême ;
- la sacristie où est conservé le patrimoine précieux de l’abbaye ;
- la salle des écrouettes.

Plusieurs éléments architecturaux (portes géminées en arc trilobé, chapiteaux à culots coudés, fenestrages sans chapiteaux) « signalent une influence normande dans cette église, peut-être transmise par le chantier de la cathédrale de Saint-Malo, diocèse dont relevait l'abbaye ». Le Grand Logis et le manoir abbatial sont situés autour de l’abbatiale.

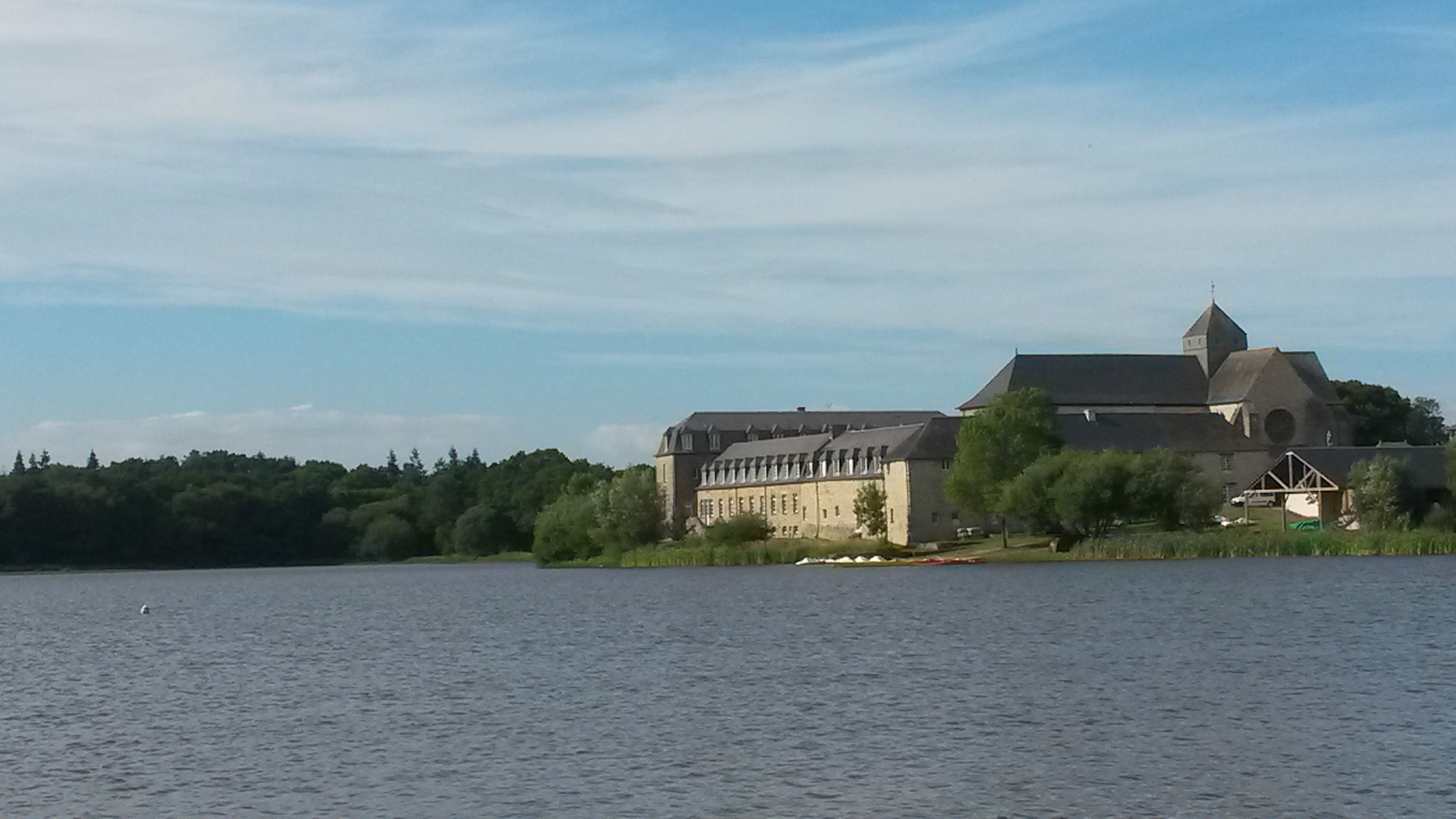
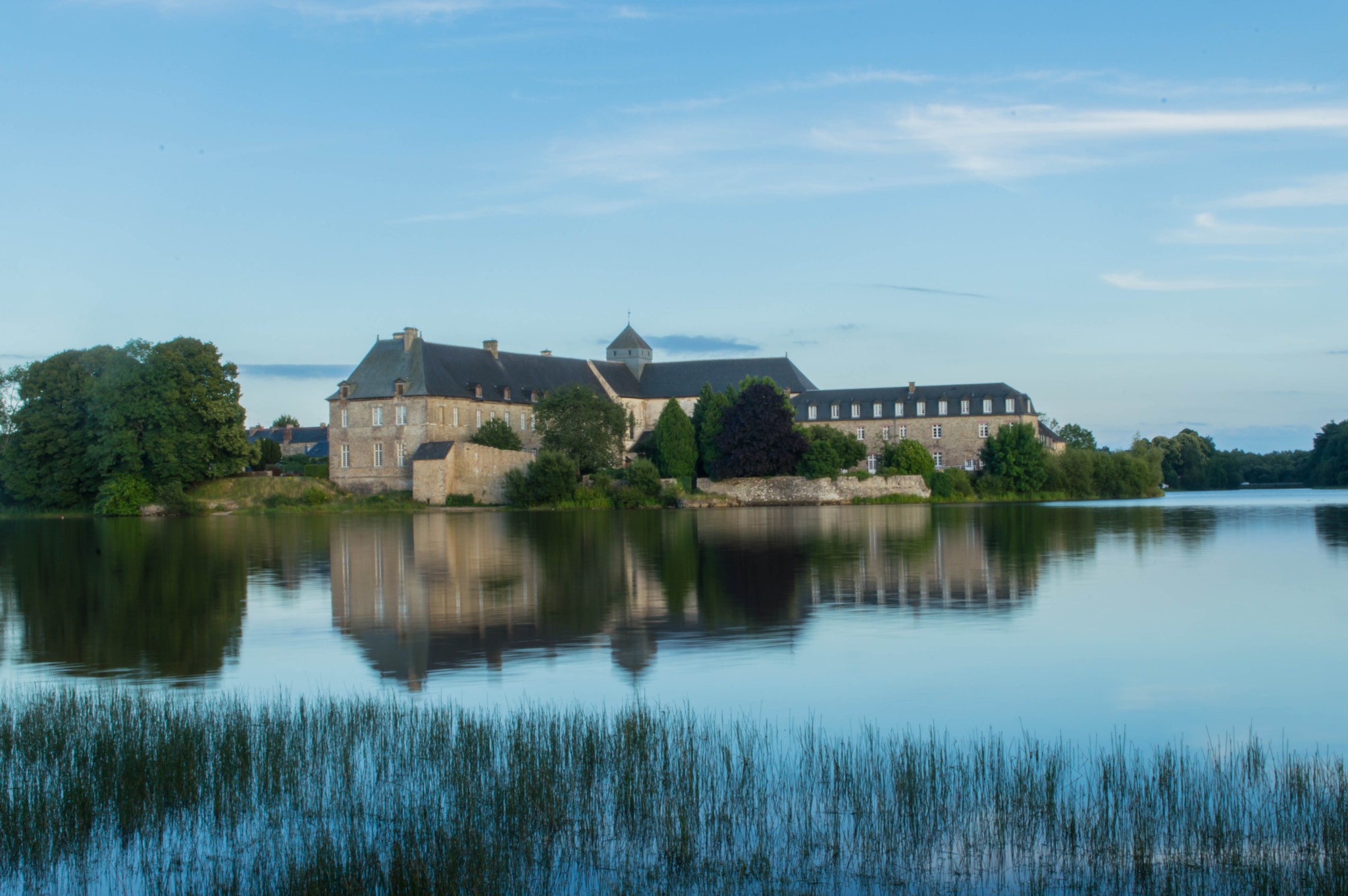
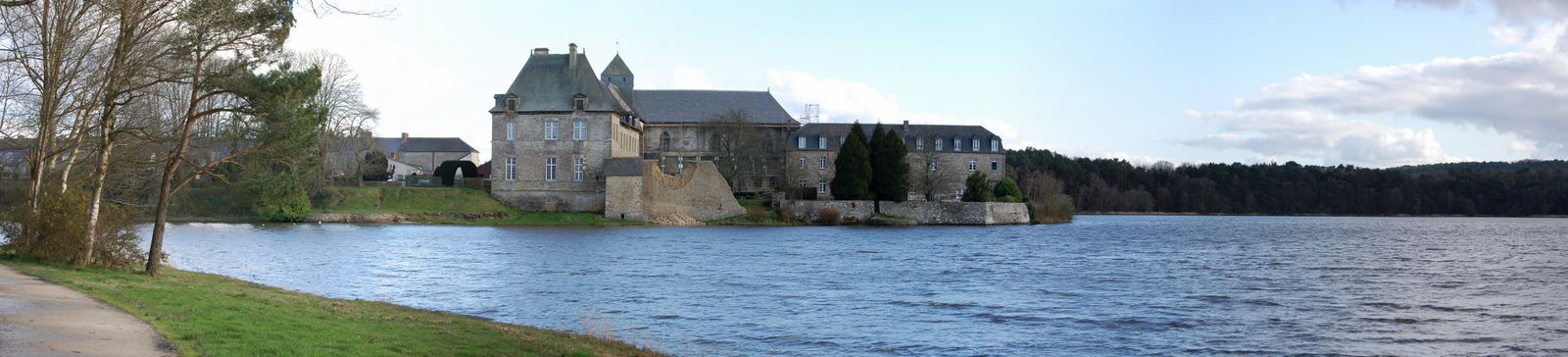
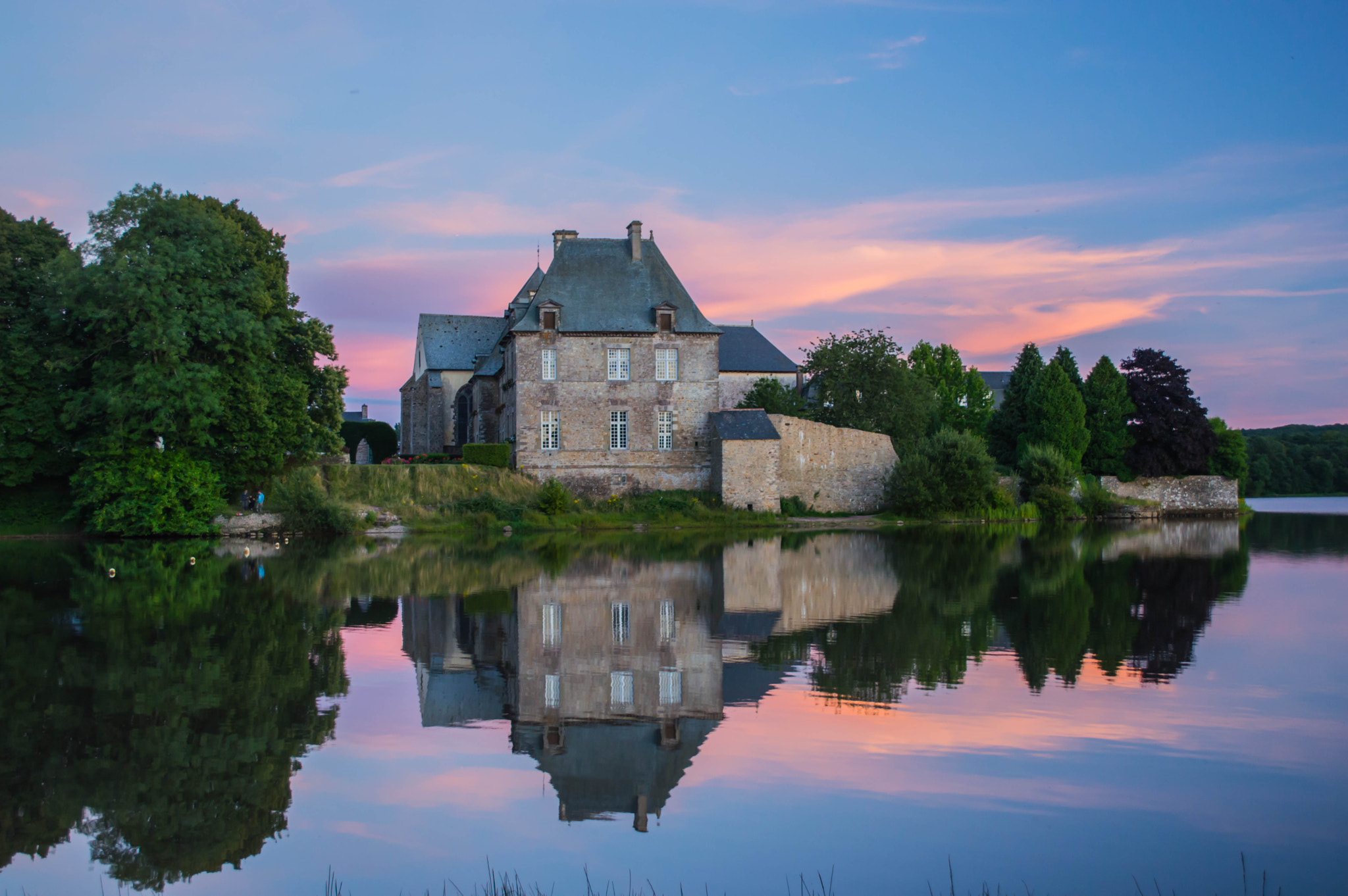
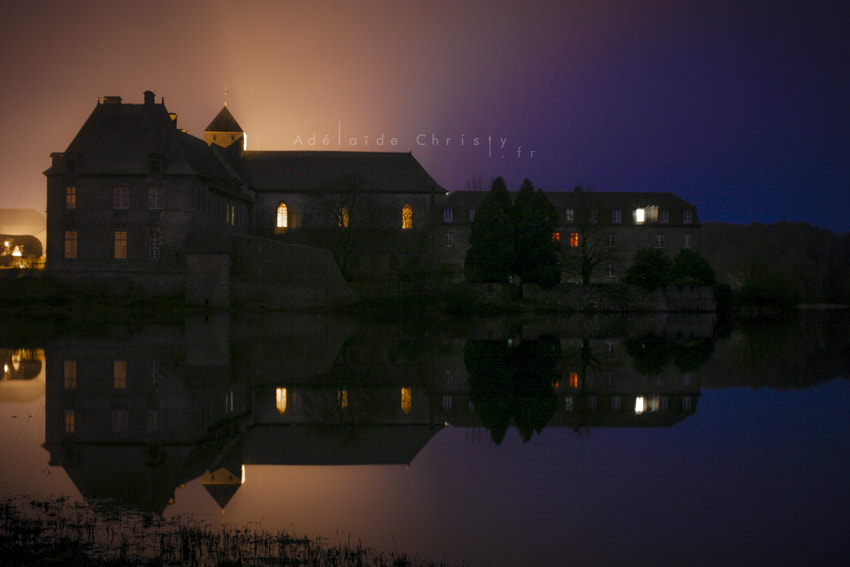
L'abbaye de nuit.
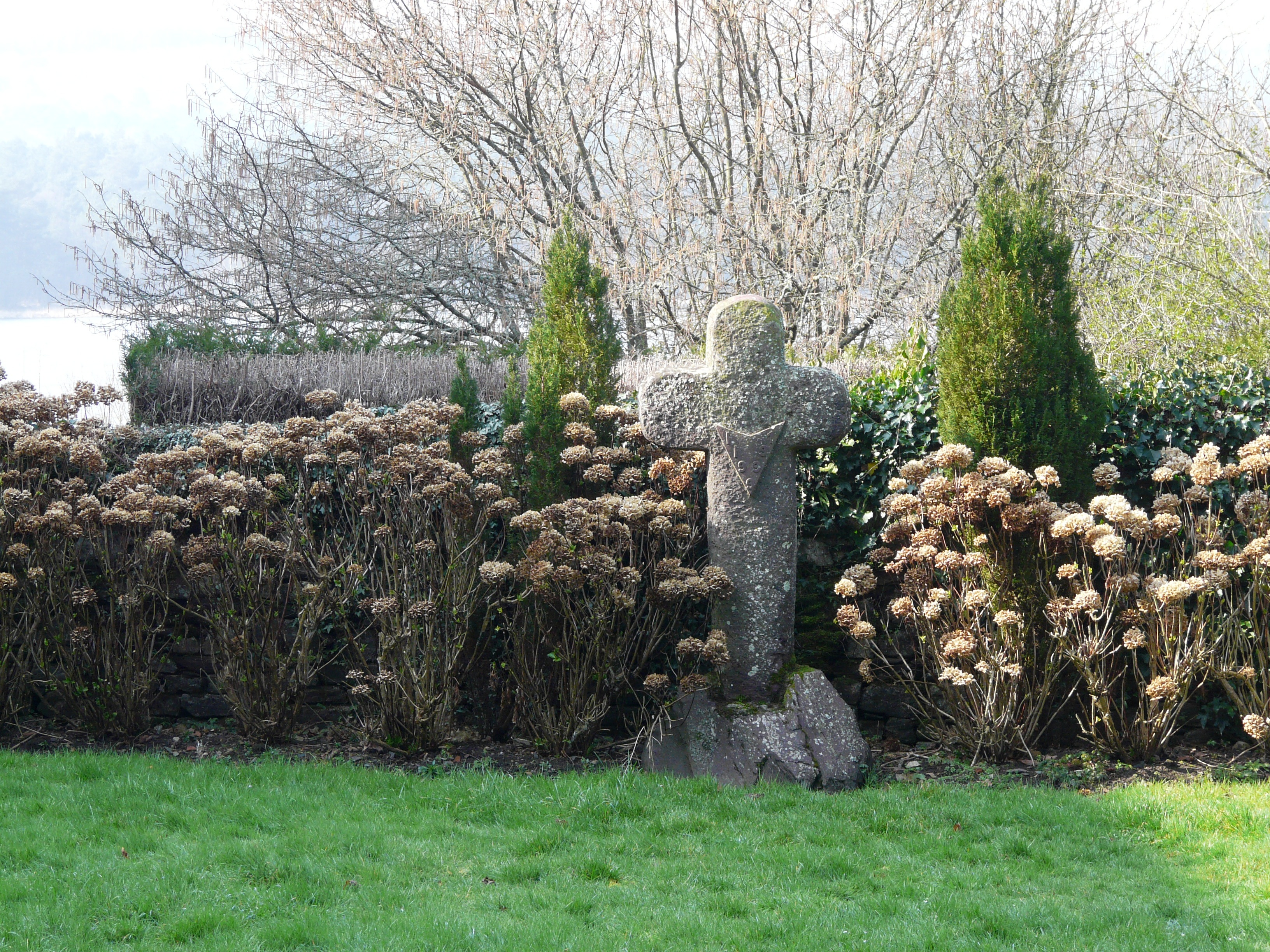
La croix des 800 ans de l'abbatiale (1199-1999).

## Le jardin paroissial
Le jardin paroissial est un parc arboré et un lieu de prière dépendant de l’abbaye de Paimpont. On le localise non loin de l’étang de Paimpont, sur les rives opposées à l’abbaye, en direction du nord. Il se compose d’un autel pour les événements majeurs de la paroisse, d’une grotte vouée au culte de Notre-Dame de Paimpont, et d’une source d’eau potable qui jouxte une représentation sculpturale du roi bâtisseur saint Judicaël.

## Le trésor de la sacristie
L’abbatiale recèle des orfèvreries religieuses et des livres anciens recouvrant une large période, allant du XVe siècle à nos jours, qui sont exposés à la vue du public dans des vitrines. Le bras reliquaire de saint Judicaël, datant du XVe siècle, fut offert par les parents de la duchesse Anne, le duc François II de Bretagne et son épouse Marguerite de Foix. Une fresque de la même époque ornemente la salle d’exposition. On dénombre trois objets du XVIIe siècle : un calice en argent, un christ en ivoire et un encensoir en argent. Des ciboires et des calices des XVIIIe et XIXe siècles sont disposés dans les vitrines, et une bannière en tapisserie représentant la matrone de Paimpont, Notre-Dame de l’Assomption, illustre le savoir-faire artistique du XVIIIe siècle. D’autres objets de culte de la période contemporaine sont aussi exposés au public.

## Animations et expositions
Les richesses du patrimoine religieux de l’abbaye de Paimpont suscitent l’intérêt du public, et le site est devenu ces dernières décennies un lieu de fréquentation touristique et religieux important en forêt de Paimpont - Brocéliande. Pendant la période estivale, des expositions à thème sont présentées dans la salle des écrouettes et du baptistère. Des concerts sont organisés tout au long de l’été, autour de chants et musiques classiques à l’occasion de la manifestation les « dimanches à l’abbaye », et du programme de musique celtique « les soirées de l’abbatiale ».